# Davorin Jenko

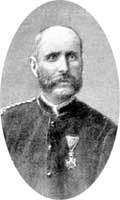
Davorin Jenko

Davorin Jenko (Dvorje bij Cerklje na Gorenjskem, 9 november 1835 - Ljubljana, 25 november 1914) was een Sloveens componist en dirigent. 
Jenko studeerde rechten in Wenen, waar hij een Sloveens zangkoor oprichtte dat op bijeenkomsten van Sloveense studenten optrad. De zangvereniging ging begin 1862 over in een Slavische zangvereniging, waarmee de medewerking van Jenko eindigde. Jenko zette eind 1862 een punt achter zijn studie en werd op uitnodiging van de Servisch-orthodoxe kerk in Pančevo leider van het kerkkoor en tevens zangleraar op de middelbare school aldaar. Pančevo ligt op slechts twintig kilometer verwijderd van de Servische hoofdstad Belgrado.
Davorin Jenko kreeg het meermalen aan de stok met zijn werkgever, waarop hij uiteindelijk naar Praag vertrok. Hij nam zich voor zijn zang- en componeerstudie in de stad voort te zetten, maar toen hij in Praag was aangekomen was hij platzak. Met behulp van vrienden keerde hij terug naar Servië, waar hij in Pančevo en Belgrado zijn oude koorwerkzaamheden weer opnam. Hij werd bovendien werkzaam voor het nationaal theater in Belgrado. Nadat wederom moeilijkheden met het zangkoor ontstonden, verliet hij de groep in 1872 om er een jaar later weer terug te keren. Maar toch keerde hij hen in 1877 definitief de rug toe. 
Zijn werk voor het nationaal theater zette Jenko voort, totdat Dragutin Pokorny hem in 1897 opvolgde. Vanaf toen wijdde Davorin zich uitsluitend aan het componeren. Jenko componeerde in 1872 de muziek voor het Servische nationale volkslied Bože Pravde en het voormalige Sloveense volkslied Naprej zastava slave. Dit volkslied is op 27 september 1989 door het lied Zdravljica van France Prešeren op muziek van Stanko Premrl vervangen. Jenko schreef in 1882 de eerste Servische operette met de titel 'De Heks'.
- Bibliothèque nationale de France: cb16529034r (data)
- Gemeinsame Normdatei: 121668029
- International Standard Name Identifier: 0000 0000 7865 6959
- Library of Congress Control Number: n82116350
- MusicBrainz: dac5ad01-8dbd-4c07-ae16-3c6425f2755b
- Nationale Bibliotheek van Tsjechië: mzk2010577011
- Nationale Bibliotheek van Israël: 987007319124105171
- SNAC: w6z15bct
- Système universitaire de documentation: 080081800
- Virtual International Authority File: 57475842
- WorldCat: E39PBJqBkGQPbJHGVTQTQ7MMfq